# Hanns Bruno Geinitz

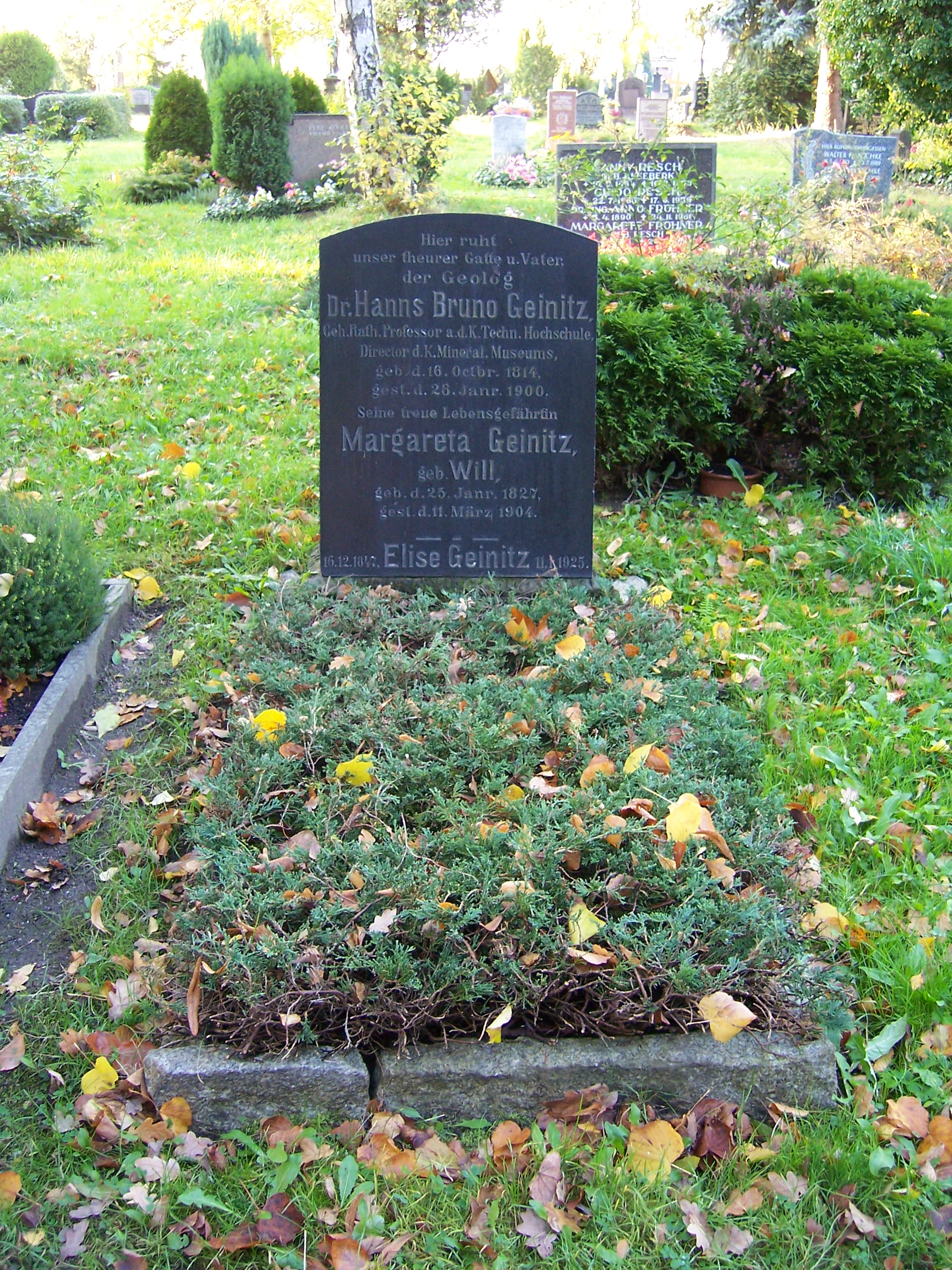
Hanns Bruno Geinitz' gravställe på Alten Annenfriedhof in Dresden.

Hanns Bruno Geinitz, född 16 oktober 1814 i Altenburg, död 28 januari 1900 i Dresden, var en tysk geolog, mineralog och paleontolog. Han var far till Eugen Geinitz.
Geinitz blev 1850 professor i mineralogi och geologi vid Polytechnikum i Dresden, 1846 inspektor vid mineralogiska museet där och 1857 föreståndare för detsamma samt avgick från båda dessa befattningar 1894. Han författade en mängd geologisk-paleontologiska arbeten över huvudsakligen Sachsens sekundära bergformationer, till exempel Das Quadergebirge oder die Kreideformation in Sachsen (1850), Die Versteinerungen der Grauwackenformation in Sachsen (1852–1853), Die Versteinerungen der Steinkohlenformation in Sachsen (1855) och Geognostische Darstellung der Steinkohlenformation in Sachsen (1856). Han utgav 1863–1879 (tillsammans med Gustav von Leonhard) Neues Jahrbuch für Mineralogie, Geologie und Palæontologie. Han tilldelades Murchisonmedaljen 1878.